# Рарітан (Іллінойс)
Рарітан (англ. Raritan) — селище (англ. village) в США, в окрузі Гендерсон штату Іллінойс. Населення — 102 особи (2020).

## Географія
Рарітан розташований за координатами 40°41′45″ пн. ш. 90°49′30″ зх. д. / 40.69583° пн. ш. 90.82500° зх. д. (40.695834, -90.825047).  За даними Бюро перепису населення США в 2010 році селище мало площу 0,25 км², уся площа — суходіл.

## Демографія
Згідно з переписом 2010 року, у селищі мешкало 138 осіб у 59 домогосподарствах у складі 43 родин. Густота населення становила 546 осіб/км².  Було 64 помешкання (253/км²).
Расовий склад населення:
| - 97,1 % — білих - 1,4 % — корінних американців |

До двох чи більше рас належало 1,4 %. Частка іспаномовних становила 1,4 % від усіх жителів.
За віковим діапазоном населення розподілялося таким чином: 14,5 % — особи молодші 18 років, 58,7 % — особи у віці 18—64 років, 26,8 % — особи у віці 65 років та старші. Медіана віку мешканця становила 48,5 року. На 100 осіб жіночої статі у селищі припадало 102,9 чоловіків;  на 100 жінок у віці від 18 років та старших — 107,0 чоловіків також старших 18 років.
Середній дохід на одне домашнє господарство  становив 58 310 доларів США (медіана — 55 000), а середній дохід на одну сім'ю — 68 867 доларів (медіана — 58 750). За межею бідності перебувало 4,3 % осіб, у тому числі 0,0 % дітей у віці до 18 років та 0,0 % осіб у віці 65 років та старших.
Цивільне працевлаштоване населення становило 52 особи. Основні галузі зайнятості: освіта, охорона здоров'я та соціальна допомога — 21,2 %, фінанси, страхування та нерухомість — 19,2 %, мистецтво, розваги та відпочинок — 17,3 %.